# Ján Krivák
Ján Krivák (sinh 10 tháng 11 năm 1993) là một cầu thủ bóng đá Slovakia thi đấu ở vị trí trung vệ cho câu lạc bộ Slovakia FO ŽP Šport Podbrezová.

## Sự nghiệp

### FO ŽP Šport Podbrezová
Krivák ra mắt chuyên nghiệp cho FO ŽP Šport Podbrezová trước FK Senica ngày 27 tháng 2 năm 2016.

## Sự nghiệp quốc tế
Krivák được triệu tập thi đấu hai trận giao hữu không chính thức tổ chức ở Abu Dhabi, UAE, vào tháng 1 năm 2017, trước Uganda (thua 1–3) và Thụy Điển. Anh ra mắt trước Thụy Điển, vào sân từ phút thứ 46, khi thay cho Dominik Kružliak. Slovakia thất bại với tỉ số 0–6.